# 松江城墙
松江城墙，位于中国上海市松江区，1939年至1982年间拆除。松江城墙今残留一段东墙60米，位于松江区人民武装部打靶场。

## 历史
松江城墙在元代为土墙。明代洪武三十年（1397年），旧城改筑为砖城。嘉靖三十二年（1553年）为抗击倭寇，知府方廉组织修葺了松江府城。1928年，在原东、西门南侧各开一豁口，称为新东门、新西门。1936年，在原南门之西辟新南门。1951年，拆除北门(通波门)。1953年，拆除了南城门(集仙门)。1958年，拆除西水门、西城门(谷阳门)，至此4座城门全部拆光。1957年冬至1958年初，拆除北水门。1970年，拆除南水门。1982年，拆除东水门，至此4座水门全部拆除。